# Strumigenys

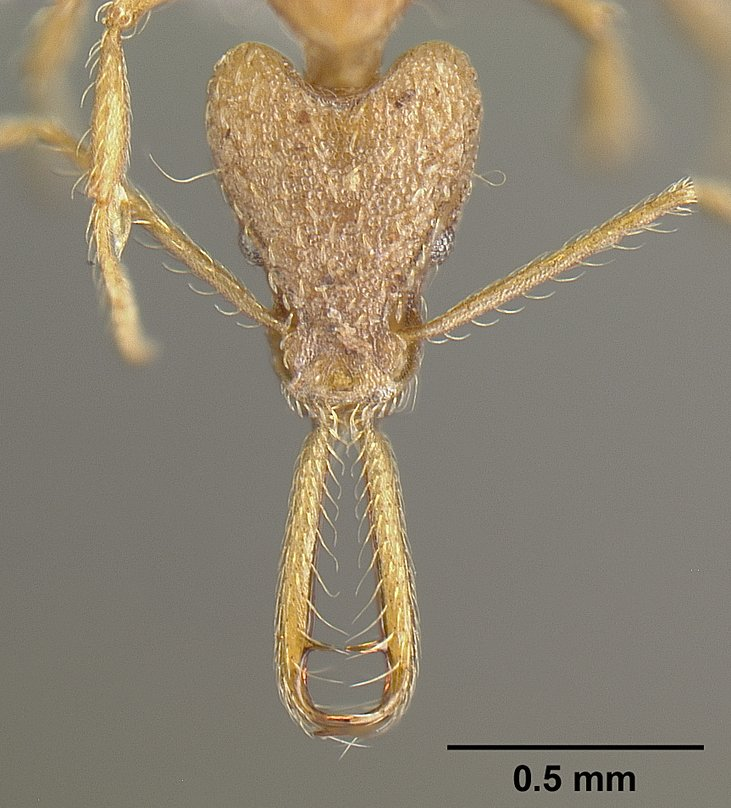
Strumigenys longispinosa

Strumigenys (лат.) — род мелких муравьёв трибы Attini из подсемейства Myrmicinae (Formicidae). Один из крупнейших родов муравьёв, объединяющий более 850 таксонов (с учётом синонимизации с таксоном Pyramica; ранее в составе трибы Dacetini) .

## Описание
Мелкие муравьи (1,3—2,8 мм; Strumigenys agra до 5 мм) с сердцевидной головой, расширенной кзади, мандибулы длинные с 2—3 апикальными зубцами или короткие треугольные (с многочисленными зубцами; выделяемые ранее в отдельный род Pyramica). Нижнечелюстные щупики 1-члениковые, нижнегубные щупики состоят из 1 сегмента (формула 1,1). Усики 4—6 члениковые. Стебелёк между грудкой и брюшком состоит из двух члеников: петиолюса и постпетиолюса (последний четко отделен от брюшка), жало развито, куколки голые (без кокона).
Большинство видов, для которых проводится оценка диеты, являются специализированными хищниками энтомобриоморфных коллембол (Collembola), что, возможно, привело их к развитию ряда своеобразных форм мандибул для облегчения хищничества и поимки быстро движущейся добычи. Наиболее эффектно то, что многие Strumigenys обладают захватывающими быстро защелкивающимися жвалами, которые функционируют посредством усиливаемой мощности пружинного срабатывания защёлки (latch-mediated spring-actuation или LaMSA,), сродни биологической мышеловке.
В ходе эволюции у Strumigenys выработалась совместное функционирование триггерной и защелкивающейся систем движения челюстей-ловушек. Внутри рода Strumigenys механизм LaMSA эволюционировал независимо несколько раз, причем каждая эволюционная линия имела сходство по морфологии, функциям и эффективности.
Гнёзда в почве, под корнями, в мёртвых ветвях. Семьи малочисленные (до 100 рабочих). Некоторые живут в ассоциации с другими видами муравьёв, например, с Bothriomyrmex mayri или Rhytidoponera metallica.
Известны социальные паразиты, например вид Strumigenys xenos является постоянным сожителем гнёзд вида S. perplexa.
Вид Strumigenys arizonica предположительно комменсал или симбионт, так как обнаружен только в гнездах грибководов Trachymyrmex arizonensis в Мадера-Каньоне в горах Санта-Рита на юго-западе США, они ловят коллембол в туннелях муравейника своего хозяина.
Телитокия (партеногенез) обнаружена у 6 видов рода: Strumigenys hexamera, Strumigenys membranifera, Strumigenys rogeri, Strumigenys emmae, Strumigenys liukueiensis и Strumigenys solifontis.

## Систематика
Более 850 видов, включая 4 ископаемых вида. Ранее в узком объёме включал около 500 видов, в 2007 году в него были включены около 300 видов синонимизированного с ним рода Pyramica.
Более ста лет род Strumigenys все систематики включали в состав трибы Dacetini. В 2014 году Strumigenys был включён в состав расширенной трибы Attini, где его сближают с родами Phalacromyrmex и Pilotrochus (из бывшей трибы Phalacromyrmecini) и их вместе с кладой из родов бывшей трибы Basicerotini, а остальные рода Dacetini выделены в отдельную родовую группу Daceton genus-group, более близкую к муравьям-грибководами из Attini s.str. (в старом узком составе).
- Strumigenys mandibularis Smith F., 1860 typus

#### Палеонтология
- †Strumigenys electrina De Andrade, 1994 — миоцен, доминиканский янтарь[17]
- †Strumigenys pilosula De Andrade, 2007 — миоцен, доминиканский янтарь[15]
- †Strumigenys poinari Baroni Urbani & De Andrade, 2007 — миоцен, доминиканский янтарь[15]
- †Strumigenys schleeorum Baroni Urbani, 1994 — миоцен, доминиканский янтарь

#### Синонимия
В 2007 году было предложено синонимизировать почти все рода трибы Dacetini (включая второй крупнейший род Pyramica, более 330 видов) с родом Strumigenys (Baroni Urbani & de Andrade, 2007). Это изменение, первоначально не нашедшее поддержки у некоторых других мирмекологов, включая крупнейшего систематика муравьёв Б.Болтона (2010), позднее многими было принято. Поэтому ниже для сравнения приводятся все синонимы для двух близких родов:
- Род Strumigenys
  - Labidogenys Roger, 1862
  - Proscopomyrmex Patrizi, 1946
  - Eneria Donisthorpe, 1948
  - Quadristruma Brown, 1949
- Род Pyramica Roger, 1862
  - Cephaloxys Smith, F. 1865
  - Epitritus Emery, 1869
  - Trichoscapa Emery, 1869
  - Pentastruma Forel, 1912
  - Glamyromyrmex Wheeler, W.M. 1915
  - Codiomyrmex Wheeler, W.M. 1916
  - Tingimyrmex Mann, 1926
  - Codioxenus Santschi, 1931
  - Dorisidris Brown, W.L. 1948
  - Miccostruma Brown, W.L. 1948
  - Neostruma Brown, W.L. 1948
  - Serrastruma Brown, W.L. 1948
  - Smithistruma Brown, W.L. 1948
  - Weberistruma Brown, W.L. 1948
  - Wessonistruma Brown, W.L. 1948
  - Kyidris Brown, W.L. 1949
  - Chelystruma Brown, W.L. 1950
  - Polyhomoa Azuma, 1950
  - Borgmeierita Brown, W.L. 1953
  - Platystruma Brown, W.L. 1953
  - Dysedrognathus Taylor, R.W. 1968
  - Asketogenys Brown, W.L. 1972
  - Cladarogenys Brown, W.L. 1976

#### Группы видов
Выделяют более 100 (116+) видовых групп (Bolton, 2000)
- Strumigenys acubecca group
- Strumigenys adsita group
- Strumigenys akalles group
- Strumigenys alberti group
- Strumigenys anderseni group
- Strumigenys apios group
- Strumigenys appretiata group
- Strumigenys argiola group
- Strumigenys arnoldi group
- Strumigenys ayersthey group
- Strumigenys baudueri group
- Strumigenys beebei group
- Strumigenys biroi group
- Strumigenys browni group
- Strumigenys bubisnoda group
- Strumigenys caniophanes group
- Strumigenys capitata group
- Strumigenys chapmani group
- Strumigenys circothrix group
- Strumigenys clypeata group
- Strumigenys dagon group
- Strumigenys decollata group
- Strumigenys deltisquama group
- Strumigenys dexis group
- Strumigenys disjuncta group
- Strumigenys doriae group
- Strumigenys elongata group
- Strumigenys emarginata group
- Strumigenys emeryi group
- Strumigenys emmae group
- Strumigenys eurycera group
- Strumigenys excisa group
- Strumigenys extemena group
- Strumigenys frivaldszkyi group
- Strumigenys fuarda group
- Strumigenys godeffroyi group
- Strumigenys grandidieri group
- Strumigenys gundlachi group
- Strumigenys gyges group
- Strumigenys hindenburgi group
- Strumigenys horvathi group
- Strumigenys hyphata group
- Strumigenys kempfi group
- Strumigenys kichijo group
- Strumigenys koningsbergeri group
- Strumigenys kyidriformis group
- Strumigenys lasia group
- Strumigenys leptodeira group
- Strumigenys leptothrix group
- Strumigenys lilloana group
- Strumigenys loriae group
- Strumigenys louisianae group
- Strumigenys loveridgei group
- Strumigenys ludia group
- Strumigenys lujae group
- Strumigenys lygatrix group
- Strumigenys lyroessa group
- Strumigenys mandibularis group
- Strumigenys marginata group
- Strumigenys marginiventris group
- Strumigenys marleyi group
- Strumigenys mayri group
- Strumigenys membranifera group
- Strumigenys mirabilis group
- Strumigenys mitis group
- Strumigenys mnemosyne group
- Strumigenys monoropa group
- Strumigenys morisitai group
- Strumigenys murphyi group
- Strumigenys mutica group
- Strumigenys nitens group
- Strumigenys ochosa group
- Strumigenys ogloblini group
- Strumigenys ohioensis group
- Strumigenys olsoni group
- Strumigenys omopyx group
- Strumigenys ornata group
- Strumigenys oxysma group
- Strumigenys paradoxa group
- Strumigenys pergandei group
- Strumigenys platyscapa group
- Strumigenys precava group
- Strumigenys probatrix group
- Strumigenys pulchella group
- Strumigenys rogeri group
- Strumigenys rostrata group
- Strumigenys sauteri group
- Strumigenys schulzi group
- Strumigenys scotti group
- Strumigenys semicompta group
- Strumigenys silvestrii group
- Strumigenys simulans group
- Strumigenys sisyrata group
- Strumigenys smilax group
- Strumigenys splendens group
- Strumigenys substricta group
- Strumigenys szalayi group
- Strumigenys talpa group
- Strumigenys tanymastax group
- Strumigenys terayamai group
- Strumigenys terroni group
- Strumigenys tetragnatha group
- Strumigenys thaxteri group
- Strumigenys thuvida group
- Strumigenys tlaloc group
- Strumigenys tococae group
- Strumigenys transversa group
- Strumigenys trinidadensis group
- Strumigenys trixodens group
- Strumigenys trudifera group
- Strumigenys wallacei group
- Strumigenys warditeras group
- Strumigenys weberi group
- Strumigenys wilsoniana group
- Strumigenys xenomastax group
- Strumigenys yaleopleura group
- Strumigenys zapyx group

### Группаnitens
- Strumigenys caiman
- Strumigenys convexiceps
- Strumigenys hubbewatyorum
- Strumigenys nitens
- Strumigenys zemi

### Другие представители
- Strumigenys adrasora
- Strumigenys ahares
- Strumigenys anchis
- Strumigenys anorbicula
- Strumigenys asrochia
- Strumigenys azteca
- Strumigenys baal
- Strumigenys basiliska
- Strumigenys benulia
- Strumigenys berkalial
- Strumigenys bernardi
- Strumigenys bibis
- Strumigenys biolleyi
- Strumigenys bitheria
- Strumigenys cacaoensis
- Strumigenys dextra
- Strumigenys dromoshaula
- Strumigenys dyshaula
- Strumigenys edaragona
- Strumigenys ettillax
- Strumigenys faurei
- Strumigenys flagellata
- Strumigenys formosensis
- Strumigenys godmani
- Strumigenys hastyla
- Strumigenys karawajewi
- Strumigenys londianensis
- Strumigenys margaritae
- Strumigenys paranax
- Strumigenys peetersi
- Strumigenys radix
- Strumigenys rehi
- Strumigenys rofocala
- Strumigenys sarissa
- Strumigenys shattucki
- Strumigenys smithii
- Strumigenys tigris
- Strumigenys transenna
- Strumigenys wilsoni
- Strumigenys xenos
- Strumigenys zandala

### Дополнение (2023—2024)
- 2023:  Strumigenys anhdaoae, S. claviseta, S. crinigera, S. decumbens, S. delicata, S. densissima, S. doydeei, S. fellowesi, S. intermedia, S. jaitrongi, S. liuweii, S. longidens, S. mediocris, S. rongi, S. scutica, S. strummeri, S. xenopilus, S. yamanei, S. zanderi, S. zhenghuii[21].
- 2024: Strumigenys itannae, S. xoko,[22]

## Распространение
Всесветное, главным образом в тропиках и субтропиках. Большинство видов встречается в следующих биогеграфических регионах: Юго-Восточная Азия — 277 видов (32,5 %), Неотропика — 174 (20,4 %), Афротропика — 139 (16,3 %).
На Дальнем Востоке России встречается один вид рода Strumigenys s.str.:
Strumigenys lewisi Cameron, 1886. Для СССР указывалось 3 вида синонимизированного таксона Pyramica (Аракелян, Длусский, 1991). В России также отмечен вид:
- Strumigenys argiola (Emery, 1869) (= Pyramica argiola, Epitritus argiolus) — Нальчик (Кабардино-Балкария), страны Средиземноморья и Кавказа[23].
- Корея: Strumigenys alecto, Strumigenys calvus, Strumigenys canina, Strumigenys choii, Strumigenys hexamera, Strumigenys incerta, Strumigenys japonica, Strumigenys kumadori, Strumigenys lewisi, Strumigenys masukoi, Strumigenys membranifera, Strumigenys mutica, Strumigenys solifontis[24]
- Макао, Гонконг (Greater Bay Area): Strumigenys canina, Strumigenys elegantula, Strumigenys emmae, Strumigenys exilirhina, Strumigenys subterranea, Strumigenys lantaui, Strumigenys nepalensis, Strumigenys feae, Strumigenys formosa, Strumigenys heteropha, Strumigenys hexamera, Strumigenys hirsuta, Strumigenys hispida, Strumigenys kichijo, Strumigenys lachesis, Strumigenys mazu, Strumigenys membranifera, Strumigenys minutula, Strumigenys mitis, Strumigenys mutica, Strumigenys nathistorisoc, Strumigenys nankunshana, Strumigenys nanzanensis, Strumigenys rallarhina, Strumigenys rogeri, Strumigenys sauteri, Strumigenys stenorhina, Strumigenys sydorata, Strumigenys tisiphone[25][26]
- Тайвань — 13 видов[27][28][29][30][31]
- Индия — 23 вида[32]
- Китай — 37 видов[33][34].
- Эквадор — 52 вида[2][35].
- Северная Америка к северу от Мексики: Strumigenys collinsae, Strumigenys macgowni, Strumigenys mendezi, Strumigenys moreauviae, Strumigenys lucky, Strumigenys subtilis…[9]